# Solanum circinatum
Solanum circinatum är en potatisväxtart som beskrevs av Lynn Bohs. Solanum circinatum ingår i släktet skattor som ingår i familjen potatisväxter. Inga underarter finns listade i Catalogue of Life.